# Polycyrtus nudus
Polycyrtus nudus är en stekelart som beskrevs av Szepligeti 1916. Polycyrtus nudus ingår i släktet Polycyrtus och familjen brokparasitsteklar. Inga underarter finns listade i Catalogue of Life.